# Bucey-lès-Gy
Bucey-lès-Gy é uma comuna francesa na região administrativa de Borgonha-Franco-Condado, no departamento de Alto Sona. Estende-se por uma área de 21,30 km².